# 26 км (Томская область)
26 км (26 километр) — железнодорожный разъезд (тип населённого пункта) в Томском районе Томской области России. Входит в состав Межениновского сельского поселения.

## География
Находится в лесной местности, на границе с Кемеровской областью (Тайгинский городской округ).

## История
Согласно Закону Томской области от 12 ноября 2004 года № 241-ОЗ населённый пункт 26 км вошёл в состав образованного Межениновского сельского поселения.

## Население
| 2002 | 2008 | 2009 | 2010 | 2011 | 2012 | 2013 | 2014 | 2015 |
| ---- | ---- | ---- | ---- | ---- | ---- | ---- | ---- | ---- |
| 1    | ↘0   | →0   | ↗7   | →7   | →7   | →7   | →7   | →7   |
| 2021 |      |      |      |      |      |      |      |      |
| ↘3   |      |      |      |      |      |      |      |      |

## Инфраструктура
Путевое хозяйство. Платформа 26 км железнодорожной ветки Томск—Белый Яр.

## Транспорт
Железная дорога.
К разъезду подъезд по асфальтовым дорогам отсутствует.